# Sakrabonka
Sakrabonka (Neuberkova, Neubergová) je zaniklá usedlost v Praze 2-Vinohradech. Nacházela se v místech kolejiště Hlavního nádraží.

## Historie
Vinice zde bývaly již ve středověku a nesly názvy Křížovka (podle majitele Václava Kříže), Šrámovská, Lichucká a Kilianova. Usedlosti na nich do roku 1785 postavené se jmenovaly Chalupa, Zablačka a Zaprkny a byly očíslovány čp. 17 – 19. Neuberkova (Neubergová) za Novou branou je uváděna vinice v 18. století. Na své východní straně sousedila s Bayrovou.
Počátkem 19. století tyto tři pozemky vlastnil baron Josef Schüttelsberg. V té době zde již stál letohrádek s věžičkou, který byl obklopen hospodářskými budovami, zahradou a parkem. Baron v letohrádku zřídil hostinec vybavený nejmodernějším kulečníkem.
Když v polovině 19. století vypukla v Praze epidemie neštovic, byla na zahradě usedlosti zřízena provizorní nemocnici. V té kromě jiných obyvatel zemřela také Anna Schwindtnerová, sestřenice malíře Josefa Mánesa.
V 60. letech 19. století vykoupila pozemky železniční společnost a postavila na nich nádraží. Nějaký čas byly v letohrádku sklady a noclehárna pro dělníky. V létě roku 1871 budova při požáru shořela.